# SwePol Link

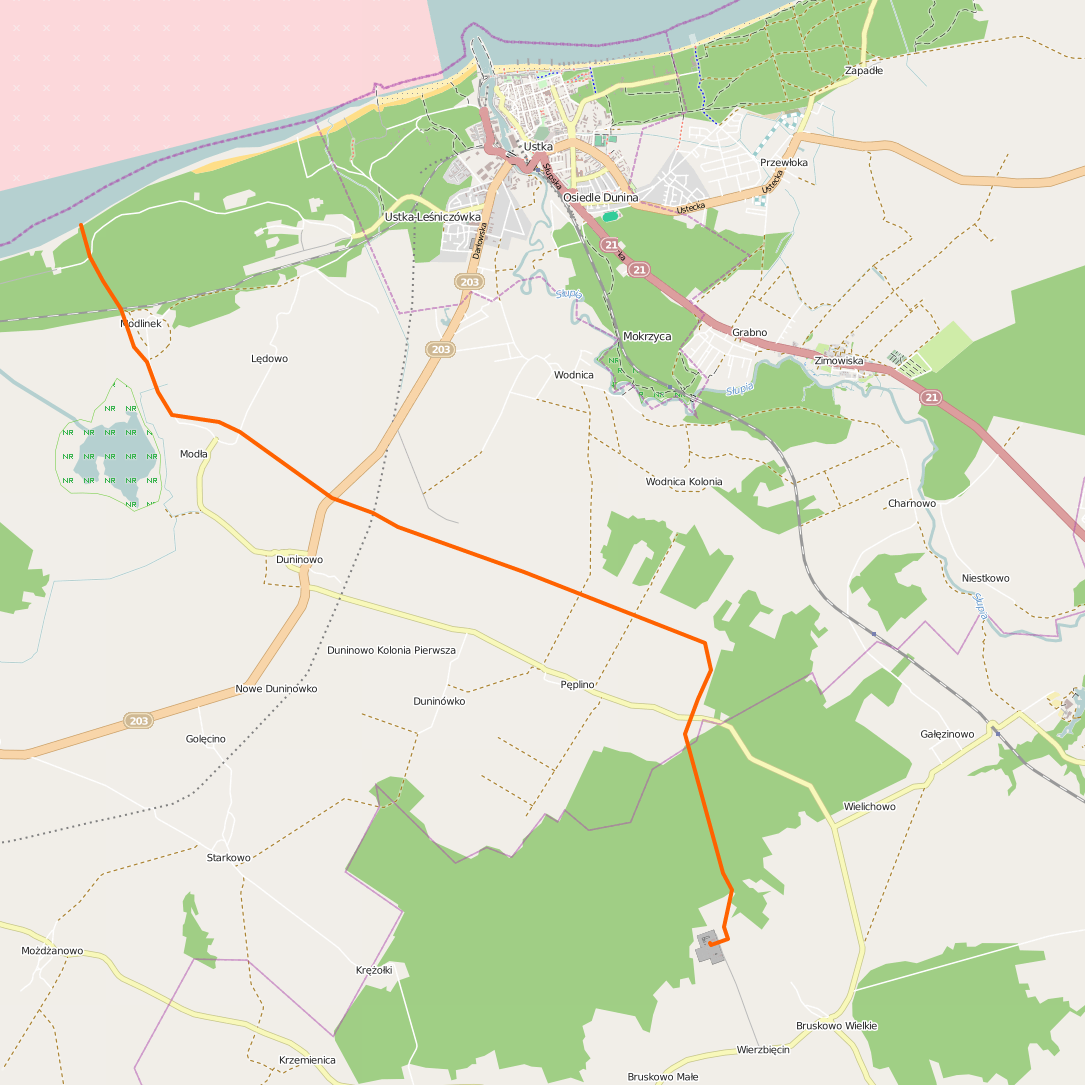
Przebieg kabla na lądzie w Polsce

SwePol Link – podwodna linia kablowa wysokiego napięcia prądu stałego (HVDC) pomiędzy półwyspem Stärnö w pobliżu Karlshamn w Szwecji a miejscowością Wierzbięcin w pobliżu Słupska w Polsce. Jej długość wynosi 254,05 km z czego 238 pod dnem morskim. Może przewodzić mocy o wartości 600 MW przy napięciu 450 kV. 

## Przebieg i charakterystyka
Linia przez pierwsze 2,22 kilometra przebiega pod ziemią między stacją przekształtnikową Stärno a brzegiem Morza Bałtyckiego. Odcinek podmorski ma 239,28 kilometra i wychodzi na ląd w Polsce w pobliżu Ustki (54°34′25″N 16°46′57″E/54,573611 16,782500), a następnie przebiega ostatnie 12,55 kilometra pod ziemią do stacji przekształtnikowej Wierzbięcin.
Linia SwePol posiada kabel główny o przekroju żyły 2100 mm2. W odróżnieniu do tradycyjnych podmorskich linii HVDC, linia SwePol posiada kabel powrotny zamiast elektrod. Kabel ten jest złożony z dwóch żył o przekroju 630 mm2 w części podmorskiej oraz pojedynczej żyły o przekroju 1100 mm2 na odcinkach podziemnych.
Obie stacje wyposażone są w przekształtnik tyrystorowy, który pracuje jako prostownik bądź falownik w zależności od kierunku przesyłu. Układ przekształtnika to 12-pulsowy mostek tyrystorowy wykonany w formie trzech stosów o wysokości około 16 metrów zawierający łącznie 792 tyrystory. Oba przekształtniki wyposażone są w filtry harmonicznych: 11, 13, 24 i 36. Każdy filtr składa się z cewki indukcyjnej i kondensatora połączonych szeregowo. Filtry 11 i 13 harmonicznej są samoregulujące, dostosowujące się do zakłóceń, natomiast pozostałe dwa filtry mają stałe parametry. Filtry zapewniają kompensację mocy biernej o wartości 95 Mvar. Dodatkowym źródłem mocy biernej kompensującej są dwie baterie kondensatorów po 95 Mvar każda.

## Historia
Linia SwePol została oddana do użytku w roku 2000 po półtorarocznej budowie. Inwestorem była spółka SwePol Link AB, w której udziały posiadały: szwedzki państwowy operator sieci przesyłowej Svenska Kraftnät (51%), szwedzki państwowy producent energii Vattenfall (48%) oraz polski państwowy operator sieci przesyłowej Polskie Sieci Elektroenergetyczne (1%). Szacowany koszt powstania to 2,7 miliarda SEK.
Dla potrzeb obsługi po stronie polskiej utworzono spółkę-córkę SwePol Link Poland Sp. z o.o. W sierpniu 2012 majątek obu spółek został sprzedany odpowiednim operatorom (SwePol Link AB do Svenska Kraftnät, SwePol Link Poland do PSE Operator), a same spółki poddane likwidacji. Linia SwePol stała się częścią sieci przesyłowych obu krajów.

### Awarie
Od czasu uruchomienia zanotowano 11 przypadków uszkodzenia przewodu: jeden kabla głównego wysokiego napięcia i dziesięć kabla powrotnego. Wśród przyczyn wymienia się kotwicę statku, sieć rybacką oraz zakłócenia w sieci elektroenergetycznej. 14 lutego 2005 miał miejsce pożar dławika wygładzającego w stacji Wierzbięcin. Wymiana urządzenia zajęła 20 godzin. W listopadzie 2005 w tej samej stacji spłonął filtr harmonicznych. Podobny pożar miał również miejsce po stronie szwedzkiej.